# 艾科多球會
艾科多球會（英語：Al-Okhdood Club）是一家沙特阿拉伯的職業足球會，位於奈季蘭。球隊成立於1976年，目前於沙特職業足球聯賽中作賽。

## 榮譽
- 沙特乙組足球聯賽（英语：Saudi Second Division League）（第三級）
  - 冠軍 (2): 1991–92, 2020–21

## 外部連結
- 官方网站